# Riberes del Baix Ter
Riberes del Baix Ter este o arie protejată (arie specială de conservare — SAC, sit de importanță comunitară — SCI) din Spania întinsă pe o suprafață de 1.217,89 ha, integral pe uscat.

## Localizare
Centrul sitului Riberes del Baix Ter este situat la coordonatele 42°01′22″N 3°10′14″E / 42.0229°N 3.1705°E.

## Înființare
Situl Riberes del Baix Ter a fost declarat sit de importanță comunitară în decembrie 1997 pentru a proteja 61 de specii de animale. Situl a fost protejat și ca arie specială de conservare în noiembrie 2014.

## Biodiversitate
Situată în ecoregiunea mediteraneană, aria protejată conține 10 habitate naturale: Iazuri temporare mediteraneene, Pante stâncoase silicioase cu vegetație casmofită, Păduri de Quercus suber, Râuri mediteraneene cu debit permanent cu specii de Paspalo-Agrostidion și galerii riverane de Salix și de Populus alba, Păduri aluvionare cu Alnus glutinosa și Fraxinus excelsior (Alno-Padion, Alnion incanae, Salicion albae), Păduri de Quercus ilex și Quercus rotundifolia, Păduri de pin mediteraneene cu pini mezogeni endemici, Pseudostepă cu ierburi și specii anuale de Thero-Brachypodietea, Dune împădurite cu Pinus pinea și/sau Pinus pinaster, Galerii de Salix alba și de Populus alba.
La baza desemnării sitului se află mai multe specii protejate:
- păsări (46): uliu porumbar (Accipiter gentilis gentilis), fluierar de munte (Actitis hypoleucos), pescăruș albastru (Alcedo atthis), rață pitică (Anas crecca), rață mare (Anas platyrhynchos), egretă mare (Ardea alba), stârc cenușiu (Ardea cinerea), Bubulcus ibis, șorecarul comun (Buteo buteo), caprimulg (Caprimulgus europaeus), Certhia brachydactyla,  prundaș gulerat mic (Charadrius dubius), erete de stuf (Circus aeruginosus), erete vânăt (Circus cyaneus), porumbel gulerat (Columba palumbus), prepeliță (Coturnix coturnix), egretă mică (Egretta garzetta), șoimul rândunelelor (Falco subbuteo), vânturel roșu (Falco tinnunculus), cinteză (Fringilla coelebs), lișiță (Fulica atra), ciocârlan (Galerida cristata), becațină comună (Gallinago gallinago), găinușă de baltă (Gallinula chloropus), capîntortură (Jynx torquilla), pescăruș negricios (Larus fuscus), Larus michahellis, pescăruș râzător (Larus ridibundus), ciocârlie de pădure (Lullula arborea), rață fluierătoare (Mareca penelope), prigoare (Merops apiaster), codobatura galbenă (Motacilla flava), muscar sur (Muscicapa striata), ciuf-pitic (Otus scops), Phalacrocorax carbo sinensis, ploier auriu (Pluvialis apricaria), cristei de baltă (Rallus aquaticus), mărăcinar negru (Saxicola torquatus), sitar de pădure (Scolopax rusticola), turturică (Streptopelia turtur), silvie roșcată (Sylvia cantillans), corcodel mic (Tachybaptus ruficollis), fluierarul de zăvoi (Tringa ochropus), pănțărușul (Troglodytes troglodytes), pupăză (Upupa epops), nagâț (Vanellus vanellus)
- mamifere (7): vidră de râu (Lutra lutra), liliac cu aripi lungi (Miniopterus schreibersii), liliac cu picioare lungi (Myotis capaccinii), liliac cărămiziu (Myotis emarginatus), liliacul mediteranean cu potcoavă (Rhinolophus euryale), liliacul mare cu potcoavă (Rhinolophus ferrumequinum), liliacul mic cu potcoavă (Rhinolophus hipposideros)
- nevertebrate (5): Coenagrion mercuriale, fluturele auriu (Euphydryas aurinia), Euplagia quadripunctaria, rădașcă (Lucanus cervus), Oxygastra curtisii
- pești (1): Barbus meridionalis
- reptile (2): țestoasa de baltă (Emys orbicularis), Mauremys leprosa

Pe lângă speciile protejate, pe teritoriul sitului au mai fost identificate 6 specii de amfibieni, 11 specii de mamifere, 1 specie de nevertebrate, 3 specii de reptile.